# Can You Do It
Can You Do It è una raccolta in CD dei Geordie di Brian Johnson. L'album è stato pubblicato esclusivamente in Olanda dalla casa discografica Pickwick nel 2003. Per un errore, nel CD è indicata la canzone Rock'n'roll fever, mentre si tratta invece di Going to the city. 

## Tracce
1. Can you do it (remix) (Malcolm)
2. Natural born loser (Malcolm)
3. All because of you (Malcolm)
4. Strange man (Malcolm)
5. Electric lady (Malcolm)
6. Geordie stomp (Malcolm - Johnson)
7. House of the rising sun (brano tradizionale americano, riarrangiato dai Geordie)
8. Black cat woman (remix) (Malcolm)
9. Rocking with the boys tonite (Johnson - Rootham - Robson)
10. We're all right now (Geordie)
11. Rock'n'roll fever (Yellowstone - Danova - Voice)
12. I cried today (Johnson - Bennison)
13. You do this to me (Gibson - Holness - Knight)
14. So what (Malcolm)
15. Ten feet tall (Malcolm)
16. Little boy (Malcolm)

## Formazione
- Brian Johnson (voce)
- Vic Malcolm (chitarra)
- Tom Hill (basso)
- Brian Gibson (batteria)
- Micky Bennison (chitarra)
- Derek Rootham (chitarra)
- Dave Robson (basso)
- Davy Whittaker (batteria)